# 阿希
阿希（法語：Achy，法語發音：[aʃi]）是法国瓦兹省的一个市镇，位于该省西北部地区，属于博韦区。

## 地理
阿希（49°33'23"N, 1°58'45"E）面积12.7 平方千米，位于法国上法蘭西大區瓦兹省，该省份为法国北部内陆省份，北起索姆省，西接厄尔省和滨海塞纳省，南至塞纳-马恩省和瓦兹河谷省，东临埃纳省。
与阿希接壤的市镇（或旧市镇、城区）包括：克里永、格雷梅维莱尔、欧特埃皮讷、马赛昂博韦西、马尔坦库尔、拉讷维尔叙乌德伊、圣奥梅尔昂绍塞、维莱叙博尼耶尔。

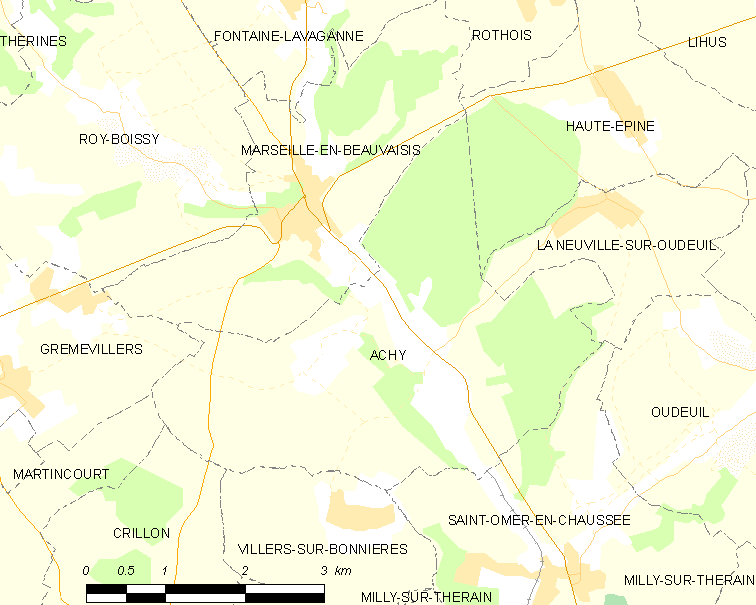
阿希的OSM定位图

阿希的时区为UTC+01:00、UTC+02:00（夏令时）。

## 行政
阿希的邮政编码为60690，INSEE市镇编码为60004。

## 政治
阿希所属的省级选区为格朗维利耶县。

## 人口

1962-2008年间阿希人口变化图示

阿希于2022年1月1日时的人口数量为406人。